# Sjednocený ruský stát
Sjednocený ruský stát (rusky Ру́сское (централизо́ванное) госуда́рство) byl státní útvar vzniklý na konci 15. století sjednocením ruských knížectví na severovýchodním území Ruska, který přetrval do počátku 17. století. 

## Historie
Základy ruského státu byly položeny připojením Novgorodské republiky k Moskevskému velkoknížectví za vlády z moskevského velkoknížete Ivana III. v roce 1478. Významnou roli hrálo také konečné odstranění mongolského jha v roce 1480.
Poté, co Ivan III. zdědil po svých předchůdcích a rozšířil titul „gosudar celého Ruska“, výrazně zvýšil svůj panovnický dosah, prováděl úspěšnou politiku „sjednocování ruských území“ a překonávání následků mongolsko-tatarské poroby. Jako výsledek jeho 43leté vlády se ve východní Evropě, na místě někdejších rozdrobených feudálních knížectví, objevila nová velmoc, která sama sebe vnímala jako znovuzrození Kyjevské Rusi (Staroruský stát) a také si nárokovala tu část územního dědictví, která přešla do Litevského velkoknížectví. Jako jediný nezávislý pravoslavný stát té doby se ruský stát také prezentoval jako dědic padlé Byzantské říše.

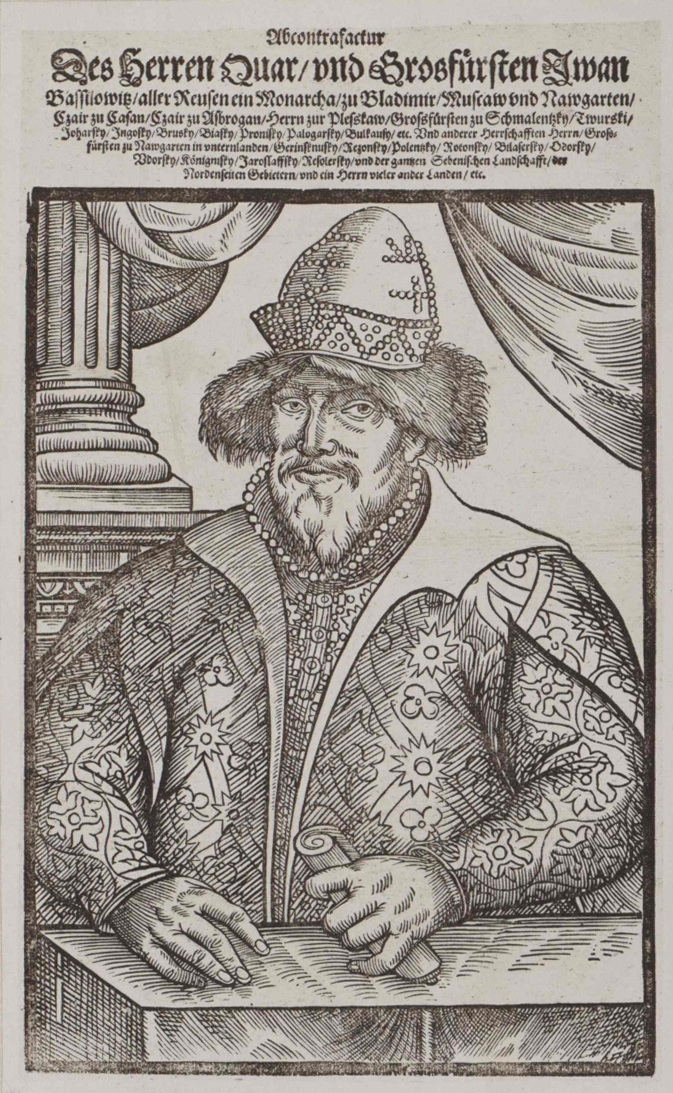
Ivan IV. Hrozný

V polovině 16. století byly provedeny reformy veřejné správy, včetně vytvoření prvního zastupitelského orgánu v historii (Zemskij sobor) a stálé armády (strelcy). Byla rovněž připojena území chanátů kazaňského (1552) a astrachaňského (1556), čímž se celé povodí Volhy dostalo pod kontrolu Moskvy.
Hlava státu přijala titul panovníka a započala postupná anexe Sibiře. V roce 1558 vstoupil ruský stát do vleklé livonské války v Baltském moři. Po vstupu Litevského velkoknížectví začal moskevský car Ivan IV. Hrozný boj proti vnitřní opozici, což společně s hospodářství zátěží pro válečné potřeby vedlo k hospodářské krizi. V této souvislosti, po potlačení dynastie Rurikovců, začalo období smutku (1605–1613), kdy se po několik let bouřily ekonomicky nejrozvinutější regiony na jihozápadě země s podporou polských intervencionistů. V důsledku toho byla zdtracena území Černigovského a Smolenského knížectví, dobyté Litevci o století dříve.
Za vlády cara Alexeje Michajloviče z nové panovnické dynastie Romanovců se tyto země, spolu s celým levým břehem Ukrajiny a Kyjevem, vrátily pod kontrolu Moskvy po předání záporožských kozáků pod kontrolu Moskvy a mnoha letech rusko-polské války. Polsko a Kyjevská metropole byly připojeny k moskevské metropoli. Zároveň po přijetí kodexu rady bylo v ruském státě definitivně zavedeno nevolnictví (1649), v ruské církvi došlo k rozkolu v důsledku reforem patriarchy Nikona z roku 1654 a povstání vedeného Stěpanem Razinem (1667–1671).
Nový car Petr I., který se dostal k moci v roce 1689, provedl reformy v armádě a státní správě, včetně zrušení Zemských soborů a podřízení církve státu, vyhrál severní válku proti Švédsku a v roce 1721 převzal titul císaře (cara) sjednocené Rusi.